# Uttewalder Grund
Der Uttewalder Grund ist eine teilweise enge und tief eingeschnittene Schlucht im Elbsandsteingebirge, auf dem Gebiet der Gemeinde Lohmen, nördlich von Stadt Wehlen. Er ist benannt nach dem benachbarten Ortsteil Uttewalde. Mit Grund werden in der Sächsischen Schweiz derartige enge Täler bezeichnet, unabhängig davon, ob aktuell Fließgewässer darin bestehen oder nicht.
Der Uttewalder Grund ist ein Nebental des Wehlener Grunds, der sich wiederum zum Durchbruchstal der Elbe öffnet. Zwar gibt es im Grund eine Art Abflussrinne (Uttewalder Grundbach), jedoch führt dieser, wie auch im benachbarten Wehlener Grund, in der Regel kein oder kaum Wasser.

## Motiv in Kunstwerken
An einer Stelle gibt es ein Felsentor, das durch herabgestürzte und dann steckengebliebene Felsen gebildet wird. Dieses liegt im nördlichen Teil der Schlucht, welcher den Namen Schleifgrund trägt. Dies ist eines der Motive von Caspar David Friedrich, das er etwa 1801 in der Sächsischen Schweiz dargestellt hat. Auch sein Künstlerfreund Johan Christian Clausen Dahl schuf 1819 ein Bild, in dessen Titel der Uttewalder Grund enthalten ist, wie auch ihr Schüler Johann August Heinrich.

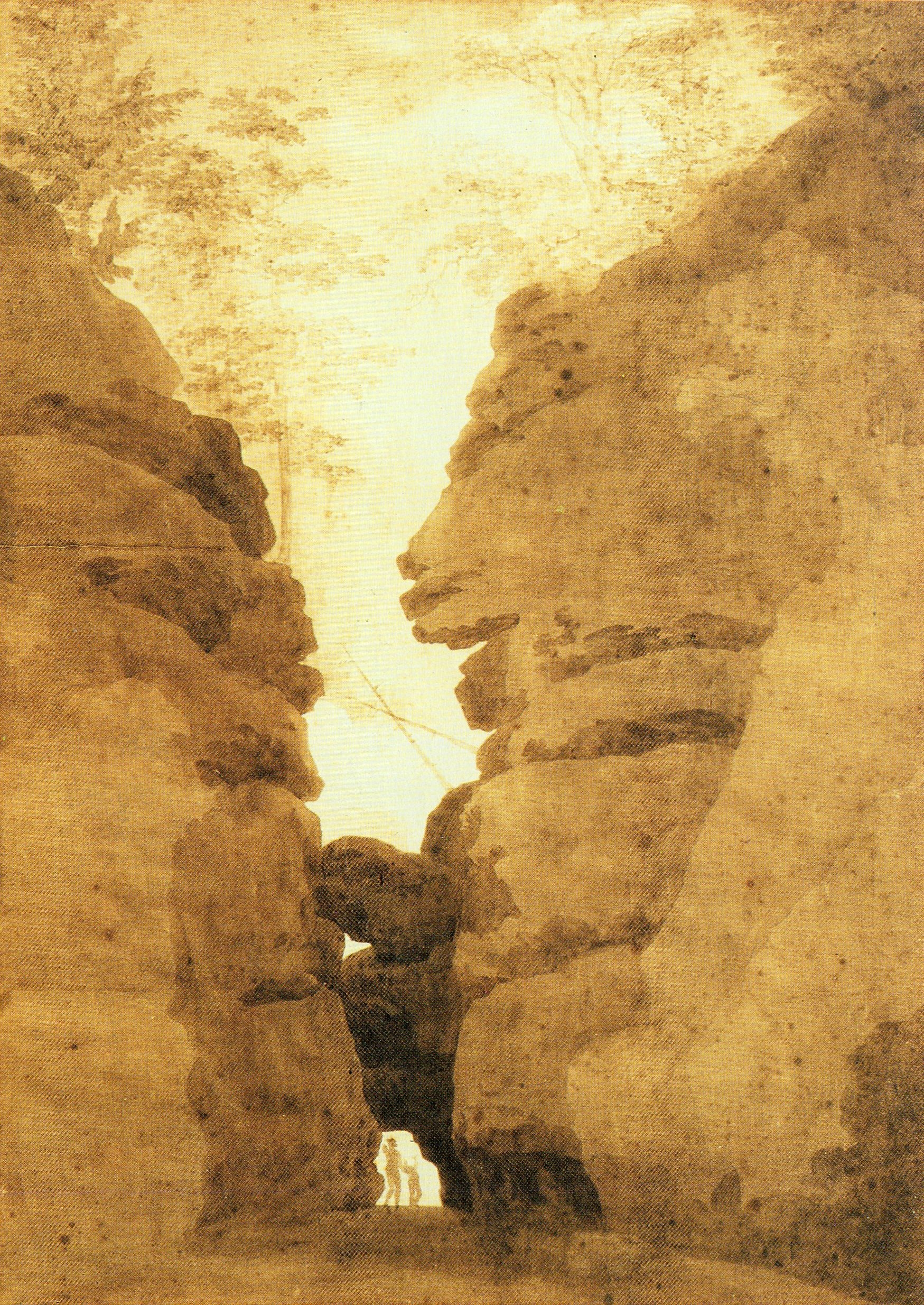
Caspar David Friedrich: Felsentor im Schleifgrund oberhalb des Uttenwalder Grundes

Im Zuge der seit Ende des 18. Jahrhunderts beginnenden touristischen Erschließung der Sächsischen Schweiz stellte der Uttewalder Grund die nach dem Liebethaler Grund nächste Begegnung der Wanderer mit der wild-romantischen Felsenwelt des Elbsandsteingebirges dar. Bis zur Fertigstellung der Elbtalbahn (1851) galt die Route von Pillnitz über Graupa und den Liebethaler Grund weiter nach Lohmen und durch den Uttewalder Grund zur Bastei als Hauptzugangsweg in die Sächsische Schweiz. Der Malerweg, ein Fernwanderweg zu Orten, die in Gemälden verschiedener Künstler dargestellt werden, führt durch einen großen Teil des Grundes hindurch.

## Flora und Fauna

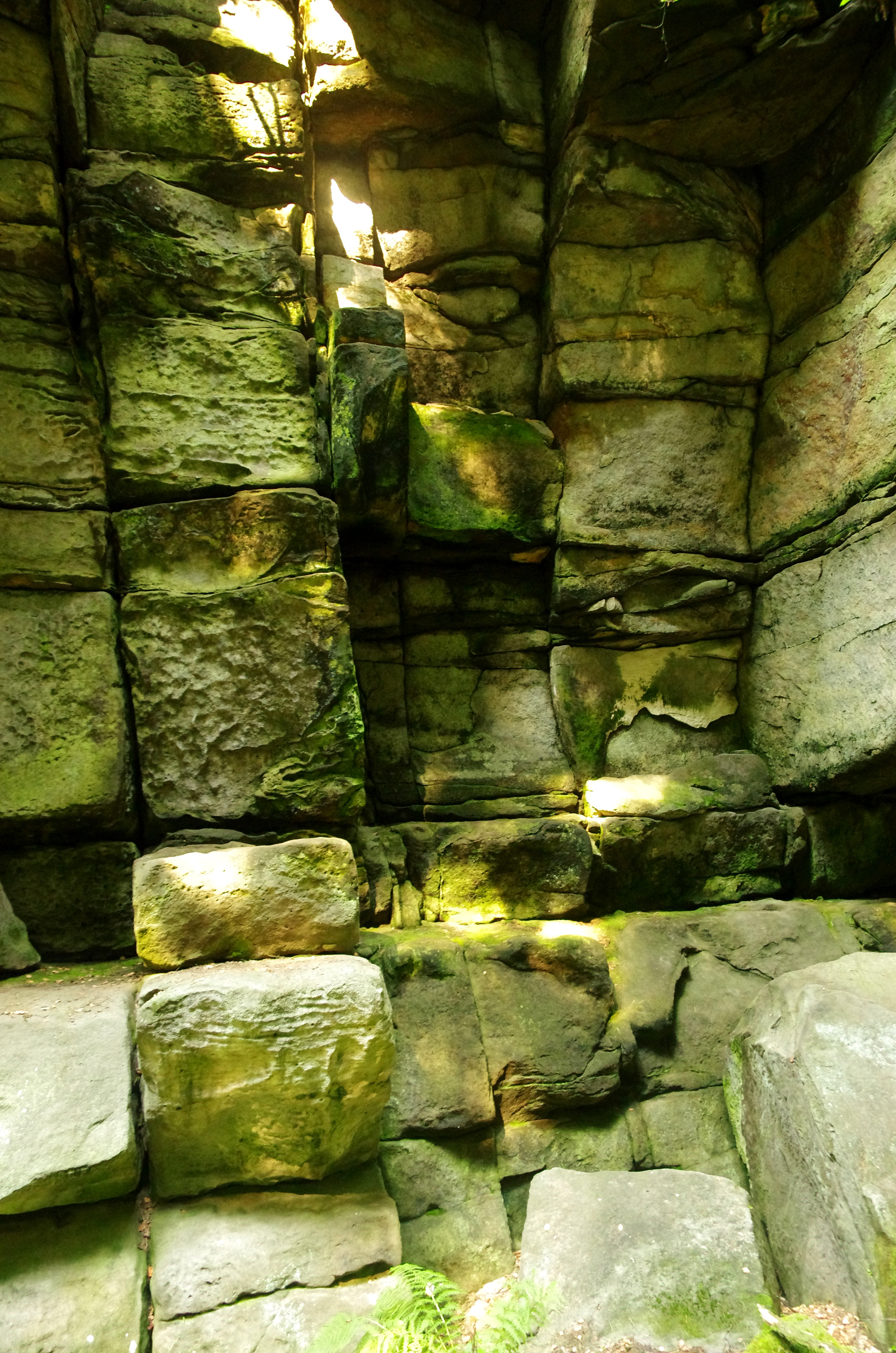
Felsformationen im Uttewalder Grund Sächsische Schweiz

Der Uttewalder Grund ist eines der typischen schluchtartigen Täler des Elbsandsteingebirges. Der Naturraum wird vom Wechselspiel von Fluss, Talgrund und Felswänden beeinflusst. Das tiefe und teils canyonartige Tal ist strahlungs- und windgeschützt. Da die Talsohle kaum oder nur kurz Sonneneinstrahlung erhält, herrscht hier ein feucht-schattig-kühles Klima (Sommer) bis mildes Klima (Winter) vor. Die Temperaturunterschiede zwischen Sommer und Winter sowie zwischen Tag und Nacht sind vergleichsweise gering. Eine Besonderheit im Uttewalder Grund ist, dass es meist kein fließendes Gewässer im Grund gibt. Auch stärkere Niederschläge, die anderswo an der Oberfläche abfließen,  versickern überwiegend im Grund selbst und fließen nur bei Starkregen ab.
Im Gegensatz zum feucht-kühlen Talgrund mit Kellerklima stehen die oberen Felsränder des Tales, die v. a. in südexponierter Lage deutlich mehr Sonneneinstrahlung erhalten und als warm-trockene Lagen anzusprechen sind.
In der Vegetation dominieren Pflanzengesellschaften, die feucht-schattige Gründe bevorzugen. Im Baumbestand der Talsohle finden sich v. a. Laubbäume wie Eschen, Berg-Ahorn, Spitzahorn, Winterlinde, Stieleiche und Bergulme. Die Steilhänge und Felspartien werden hingegen von Kiefern und Birken (besonnte Lagen) bzw. Fichten (schattige Lagen) dominiert. Die Krautschicht wird vom Großen Springkraut und diversen Farnen (u. a. Wurmfarne, Wald-Frauenfarn, Braunstieliger Streifenfarn, vereinzelt auch Straußenfarn) bestimmt. Hinzu kommt an Mauern, Baumrinden und feuchten Felspartien eine artenreiche Moosvegetation sowie gelbe Schwefelflechten und andere Flechtenarten, die auch Anzeiger für gute Luftqualität sind.
Ein Vorkommen des seltenen Englischen Hautfarns wurde 1847 im Uttewalder Grund entdeckt, der sehr selten an feuchtschattigen und von Wasser überrieselten Standorten vorkommt und damals den östlichsten Standort darstellte (neben wenigen rechtselbischen Standorten). Der Englische Hautfarn gedeiht in Europa an feuchten beschatteten Sandsteinfelsen zwischen Moosen und Lebermoosen in luftfeuchter Lage. Diese Pflanze bevorzugt atlantisch geprägte Standorte. Sie hat heute Vorkommen in regenreichen Gebieten in England, Frankreich, den westlichen Pyrenäen und in Richtung Osten maximal bis Luxemburg. Die Art scheint in der Sächsischen Schweiz ausgestorben zu sein.
Das „Vorkommen von zwei Arten mit streng atlantischer Verbreitung (ist) bedeutsam, die zu den Raritäten der mitteleuropäischen Flora gehören. Die erste ist der Englische Hautfarn (Hymenophyllum tunbrigense), eine kleine Farnart aus der Familie Hymenophyllaceae, die 1847 im Uttewalder Grund in der Sächsischen Schweiz erstmals entdeckt wurde. Leider ist diese vielleicht bedeutsamste Pflanzenart der Sächsisch-Böhmischen Schweiz nur 70 Jahre nach ihrer Entdeckung durch menschlichen Kultureinfluss wieder ausgestorben.“ (Nationalpark Sächsische Schweiz) Erik Welk schreibt in seiner Dissertation: „Ein Wiederfund von Hymenophyllum tunbrigense im Elbsandsteingebirge würde die Schutzverantwortung noch erhöhen, da dieses Vorkommen einst das am weitesten östlich nach Mitteleuropa vorgeschobene seiner Art war.“
Als Vertreter der Tierwelt sind v. a. verschiedene Vogelarten vertreten wie u. a. Zaunkönig, Grasmücken und Laubsänger, vereinzelt auch Buntspechte und Eichelhäher. Für Schluchten mit Fließgewässern typische Arten, wie die Wasseramsel oder der Eisvogel, fehlen hingegen in dieser überwiegend trockenen Schlucht.

## Naturschutz
Der Uttewalder Grund ist Bestandteil des 1990 gegründeten  Nationalparks Sächsische Schweiz.

## Tourismus
Im Uttewalder Grund  verläuft der Malerweg. Benachbart ist der Teufelsgrund, der Zscherregrund und der weniger eindrucksvolle Wehlener Grund. Es bestehen Wanderwege zur Bastei und auf die benachbarten Ebenheiten. Im Uttewalder Grund steht das Gasthaus Waldidylle in einem Gebäude, das seit 1790 besteht.